# Malta i olympiska sommarspelen 1972
Malta deltog med 5 deltagare vid de olympiska sommarspelen 1972 i München.